# Liste des paroisses civiles du Tyne and Wear

Localisation du comté de Tyne and Wear en Angleterre.

Voici la liste des paroisses civiles du comté cérémoniel de Tyne and Wear, en Angleterre. La majeure partie du comté n'est pas découpée en paroisses.

## Liste des paroisses civiles
- Blakelaw and North Fenham
- Brunswick
- Burdon
- Dinnington
- Hazlerigg
- Hetton-le-Hole
- Lamesley
- North Gosforth
- Warden Law
- Woolsington

## Liste des localités sans paroisse
- Birtley
- Blaydon
- Boldon
- Earsdon
- Felling
- Gateshead
- Gosforth
- Hebburn
- Houghton-le-Spring
- Jarrow
- Longbenton
- Newburn
- Newcastle upon Tyne
- Ryton
- South Shields
- Sunderland
- Tynemouth
- Wallsend
- Washington
- Whickham
- Whitley Bay